# Żarnowiec (Silezië)
Żarnowiec is een dorp in het Poolse woiwodschap Silezië, in het district Zawierciański. De plaats maakt deel uit van de gemeente Żarnowiec en telt 830 inwoners.